# Rodrigo Castillo
Rodrigo Castillo Calderón (Spitzname: Opi) ist ein guatemaltekischer Straßenradrennfahrer.
Rodrigo Castillo gewann 2007 die vierte Etappe der Vuelta Mazatlan in Mexiko und konnte so auch die Gesamtwertung für sich entscheiden. Im nächsten Jahr war er wieder bei einem Teilstück der Vuelta Mazatlan erfolgreich. Außerdem belegte er den zweiten Platz beim Straßenrennen der nationalen Meisterschaft hinter José Migdael Zeceña. In der Saison 2009 wurde Castillo guatemaltekischer Meister im Einzelzeitfahren.

## Erfolge
2009
- Guatemaltekischer Meister – Einzelzeitfahren